# Château-du-Loir
Château-du-Loir ist eine Commune déléguée in der französischen Gemeinde Montval-sur-Loir mit 4.265 Einwohnern (Stand 1. Januar 2022) im Département Sarthe und der Region Pays de la Loire.

## Geschichte
Das Land zwischen Maine und Touraine hat über Jahrhunderte hinweg Begehrlichkeiten auf Seiten der französischen und englischen Könige ausgelöst, die in der Festung Château-du-Loir bis 1789 andauerten. Die Französische Revolution wiederum, während der die Stadt die Hälfte ihrer Einwohner verlor, erzeugte einen deutlichen Niedergang, der erst mit dem Bau der Eisenbahn und der Einrichtung eines Eisenbahndepots in Château-du-Loir ein Ende fand.
Während der Renaissance andererseits war Château-du-Loir der Treffpunkt der Männer der Pléiade: Pierre de Ronsard, der in der Kirche Saint Guingalois von 1569 bis 1585 Prior war, Racan de Bueil, die Brüder Lazarre, Jean-Antoine de Baïf, Joachim du Bellay und sogar gelegentlich Jacques Peletier du Mans.
Vor 1789 war Château-du-Loir Sitz eines königlichen Gouverneurs, dessen Gerichtsbezirk 78 Gemeinden umfasste, und damit eine der wichtigsten Städte der Provinz Maine.
Nachdem der letzte Herr von Château-du-Loir um 1095 ohne männliche Erben gestorben war, ging der Ort auf Gottfried V. Plantagenet (der hier am 11. September 1151 starb) und dessen Nachkommen über. 1161 wurde Château-du-Loir von Philipp August eingenommen und kam später an Guillaume des Roches, Seneschall von Anjou, Maine und Touraine, der 1219 die Abtei Bonlieu gründete. Die Königin Berengaria, Witwe von Richard Löwenherz, der Philipp August die Grafschaft Maine im Tausch gegen ihre Besitzungen in der Normandie gegeben hatte, trat dem Seneschall alle ihre Rechte als gräfliche Witwe ab, darunter auch die bezüglich Château-du-Loir und des Waldes von Bercé.
Im Mai 1337 ging Château-du-Loir an Philipp von Valois, der es für 31.000 Livres an den Grafen von Dreux verkaufte, später wurde der Ort als Apanage an Ludwig I. von Anjou gegeben, fiel dann unter König Ludwig XI. ein zweites Mal an die Krone zurück.
Der Hundertjährige Krieg sparte die befestigte Stadt nicht aus, die von den Engländern geplündert und zerstört wurde. Im 16. Jahrhundert erlebte Château-du-Loir einen erneuten Aufschwung und wurde ein wichtiges Zentrum der Leinweberei, der Spinnerei und der Gerberei.
Die Gemeinde Château-du-Loir wurde am 1. Oktober 2016 mit Montabon und Vouvray-sur-Loir zur Commune nouvelle Montval-sur-Loir zusammengeschlossen. Sie war Hauptort des Kantons Château-du-Loir. Benachbarte Gemeinden waren: Luceau, Flée, Vouvray-sur-Loir, Nogent-sur-Loir und Montabon. Château-du-Loir ist ein Weinbauort, dessen Weine zur Appellation Coteaux du Loir gehören.

## Städtepartnerschaften
- Ganderkesee (Deutschland) seit 1979
- Westbury (Großbritannien) seit 2000

## Verkehr
In Château-du-Loir kreuzen sich die Bahnstrecken Tours–Le Mans und Chartres–Bordeaux. Der Bahnhof wird im Regionalverkehr mit TER-Zügen bedient.

## Persönlichkeiten
- Siméon-François Berneux (1814–1866), Missionar, Heiliger der römisch-katholischen Kirche
- Nicolas Coëffeteau (1574–1623), Dominikaner, Theologe und Bischof
- Stéphane Petilleau (* 1971), Radrennfahrer
- Angélique Roujas (* 1974), Fußballspielerin
- Lionel Royer (1852–1926), Maler